# Konrad Matthäus (Jurist)

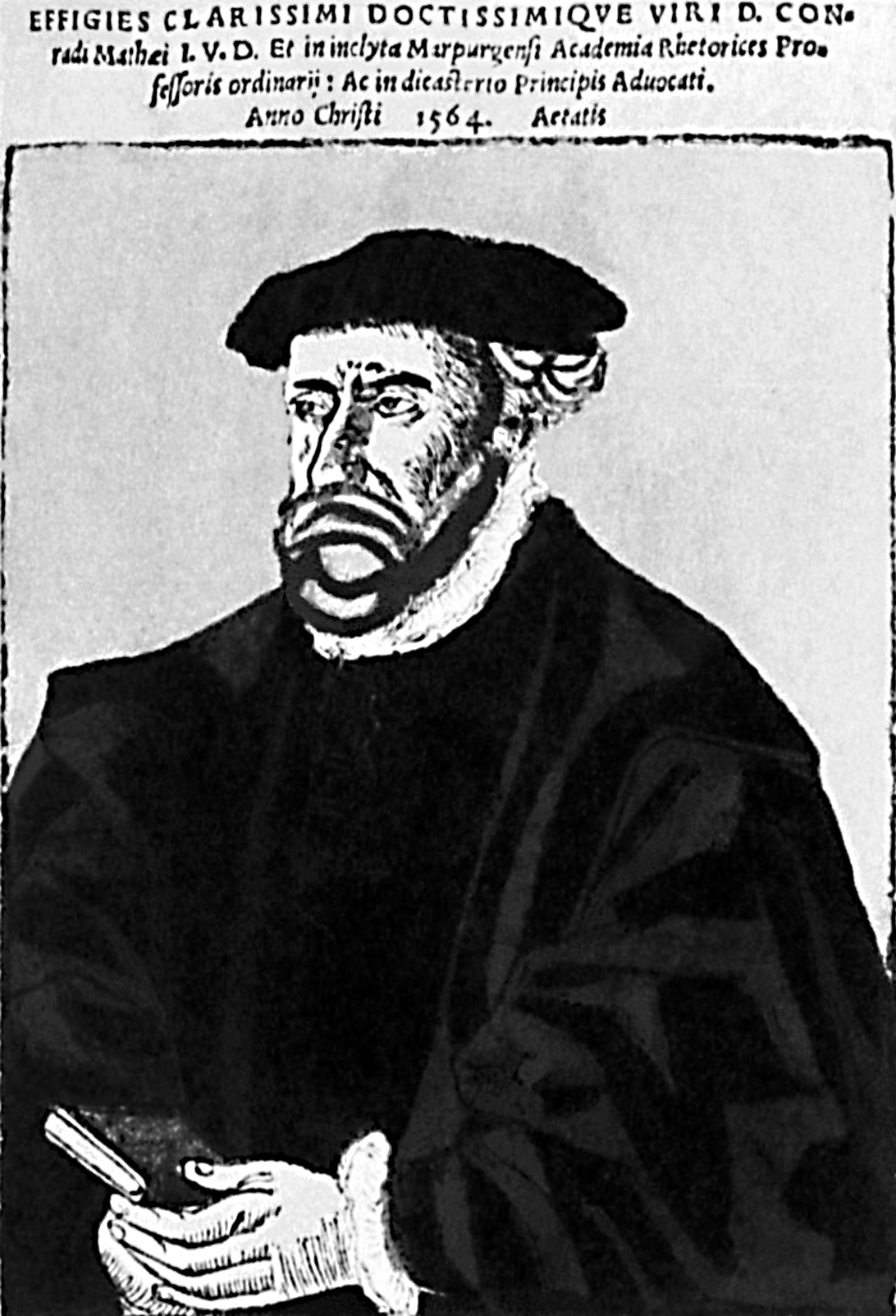
Konrad Matthäus

Konrad Matthäus, auch Conrad Matthäus, (* 3. Mai 1519 in Alsfeld; † 28. November 1580) war ein deutscher Jurist.

## Leben
Konrad Matthäus wurde in Alsfeld als Sohn des gleichnamigen Landwirtes geboren. Er studierte ab 1532 an der Universität Marburg und erhielt zwei Jahre darauf seinen Baccalaureus, weitere zwei Jahre danach seinen Magister und war anschließend als Lehrer am Pädagogium tätig. 1551 berief man ihn als Professor der Geschichte an die Universität Marburg, kurz darauf übernahm er auch das Amt des Professors der Rhetorik. Am 27. August 1564 erhielt er nach Studium der Rechtswissenschaften jene Doktorwürde. Die Aufgabe des Universitätssyndikus übertrug man ihm 1566 und 1567 berief man ihn zum hessischen Sammtrevisionsgericht. Am 28. November 1580 verstarb Matthäus. Zudem beteiligte sich Matthäus an den organisatorischen Aufgaben der Marburger Hochschule und war vier Mal (1560, 1569, 1573, 1578) Rektor der Alma Mater, 1577 deren Prorektor.

## Familie
Konrad Matthäus war das erste Mitglied der Familie Matthäus, das bedeutender Jurist wurde. Das erste bekannte Familienmitglied ist Johannes, der in Alsfeld um 1390 nachgewiesen werden kann. Dieser hatte zwei Söhne, Johannes, genannt „der Ältere“, letzter katholischer Priester zu Alsfeld vor der Reformation, und Bernard, letzterer kann um 1430 nachgewiesen werden. Sein Sohn war der Landwirt Konrad, der wiederum zwei Söhne hatte, Joachim, Priester in Grünberg, (der sich mit Anna Orth verheiratete und sieben Kinder bekam) und Konrad. Am 4. Dezember 1544 verheiratete er sich mit Margarethe Orth. Diese starb am 21. Mai 1551, so verheiratete er sich neu mit Ursula Wernher und bekam 15 Kinder, von denen Philipp Matthäus und Anton Matthäus hervorzuheben sind. Anton führte die Familie fort, bekam zwölf Kinder, darunter Johannes, Konrad, Christoph sowie ein weiterer Anton, der die Familie mit drei weiteren gleichnamigen Generationen fortführte.